# 타기시미미의 반역
타기시미미의 반역(일본어: タギシミミの反逆 タギシミミのはんぎゃく[*]은 진무 천황이 승하한 뒤 황위에 오르려고 획책한 다기시미미를 가무누나카와미미(후의 스이제이 천황)들이 갚았다는 일본 신화의 설화이다.

## 줄거리에서
진무 천황에는 히메타타라이스케요리히메(히메타타라이스즈히메)와의 혼혈아, 가무야이미미, 히코야이, 가무누나카와미미 외에 양지에 계실 때에 아히라히메 사이에 다기시미미 기스 미미의 두 기둥의 자식을 벌고 있었다. 천황이 승하한 뒤 다기시미미는 히메타타라이스즈히메을 아내로 하고 그 아들(이복동생)들을 죽이려고 하였다. 그것을 알던 히메타타라이스즈히메는 세 아들에게 그것을 알리고자 협정 강에서 구름이 높이 뜨고, 우네비 산에서는 바람이 대단하전조 현상으로 나뭇잎이 술렁대 라는 내용의 노래를 읊었다. 그 노래가 무슨 뜻인지 이해한 아들들은 곧바로 다기시미미를 죽이기로 하였다. 가무누나카와미미는 형 가무야이미미에 무기를 주고 다기시미미를 죽이라고 하였으나 가무야이미미는 손발이 떨려 죽일 수 없었으므로 가무누나카와미미이 형이 가진 무기를 들고 쐐기를 박았다.
결국 다기시시미는 살해당하였다. 가무누나카와미미은 다케누나카와미미라고도 한다. 가무야이미미는 이 실수를 부끄러워하고 동생 가무누나카와미미(스이제이 천황)에 황위를 내주고 스스로는 신관이 되어 일했다.